# Psittacanthus montis-neblinae
Psittacanthus montis-neblinae är en tvåhjärtbladig växtart som beskrevs av C. Rizzini. Psittacanthus montis-neblinae ingår i släktet Psittacanthus och familjen Loranthaceae. Inga underarter finns listade i Catalogue of Life.